# Robin Frijns
Robin Frijns (ur. 7 sierpnia 1991 w Maastricht) – holenderski kierowca wyścigowy.

## Życiorys

### Formuła BMW
Robin karierę rozpoczął od startów w kartingu w 1999 roku. W sezonie 2009 Holender zadebiutował w Europejskiej Formule BMW. Reprezentując niemiecką ekipę Josef Kaufmann Racing, zmagania zakończył na 3. miejscu, z dorobkiem sześciu miejsc na podium (zwyciężył w pierwszym wyścigu na torze Silverstone). W drugim roku współpracy Frijns sięgnął po tytuł mistrzowski. W ciągu szesnastu wyścigów aż trzynastokrotnie plasował się w czołowej trójce, z czego sześć razy na najwyższym stopniu.

### Formuła Renault
W roku 2010 zadebiutował w Formule Renault NEC 2.0, podczas belgijskiej eliminacji na torze Spa-Francorchamps. Holender (również w zespole Josefa Kauffmanna) zwyciężył w jednym z trzech wyścigów. Zdobyte punkty sklasyfikowały go na 14. lokacie.
W sezonie 2011 awansował do Europejskiej Formuły Renault, w której także startował w barwach niemieckiej ekipy. Holender już w pierwszym podejściu sięgnął po tytuł mistrzowski, będąc dziewięciokrotnie na podium, z czego sześciokrotnie na najwyższym stopniu (w tym dwukrotnie na torze Silverstone. Zdecydowanie lepszą formę w wyścigach łatwo zauważyć w statystykach, bowiem Frijns jedynie w pierwszym starcie, na Spa-Francorchamps, startował z pole position. Mistrzostwo zwyciężył z przewagą 45 punktów nad młodym Carlosem Sainzem Jr.
Holender brał udział także w Formule Renault 2.0 NEC, jednak w połowie sezonu zrezygnował z dalszych startów. W ciągu dwunastu wyścigów Robin ośmiokrotnie mieścił się w pierwszej trójce. Na torze Spa-Francorchamps sięgnął po pierwsze pole startowe, natomiast jedyne zwycięstwo odnotował w holenderskim Assen. Pomimo niepełnego sezonu Frijns zmagania zakończył na wysokiej 4. lokacie.
W 2012 podpisał kontrakt z brytyjskim zespołem Fortec Motorsports. Holender szybko zaaklimatyzował się w zupełnie nowym bolidzie, bowiem już w pierwszym starcie dojechał na podium, natomiast w drugim stanął na najwyższym jego stopniu (w hiszpańskim Alcaniz). Holender był liderem mistrzostw przez większość sezonu, walcząc o tytuł z Francuzem Jules'em Bianchim. Losy mistrzostwa ostatecznie rozstrzygnęły się dopiero w ostatniej rundzie, na torze w Katalonii, kiedy to Frijns w kontrowersyjny sposób wypchnął z toru swojego rywala, który w efekcie nie dojechał do mety. W konsekwencji punkty za siódme miejsce zostały mu odebrane, jednak czteropunktowa przewaga w klasyfikacji generalnej pozwoliła mu zdobyć trzeci tytuł mistrzowski w karierze. Były obawy o odebranie tytułu, jednak ostatecznie sędziowie podtrzymali wyniki. Robin Frijns jest drugim, po Polaku Robercie Kubicy, kierowcą, który został mistrzem serii w pierwszym roku startów. Holender ośmiokrotnie stawał na podium, w tym trzykrotnie na najwyższym stopniu. Czterokrotnie startował z pole position, dwukrotnie przy tym wykorzystując przywilej "czystego toru".

### Seria GP2
W sezonie 2013 Holender został zakontraktowany przez niemiecką ekipę Hilmer Motorsport na starty w Serii GP2. Nie zdołał jednak uzbierać wystarczających funduszów na starty w całym sezonie. W ciągu 12 wyścigów, w których wystartował, raz zwyciężył i dwukrotnie stawał na podium. Z dorobkiem 47 punktów uplasował się na piętnastej pozycji w klasyfikacji generalnej.

### Formuła 1
W 2013 roku Frijns został kierowcą testowym zespołu Sauber w Formule 1.

### Formuła E
W sezonach 2015/2016 i 2016/2017 Frijns był kierowcą zespołu Amlin Adretti Formula E (później MS Amlin Andretti). Od sezonu 2018/2019 jest kierowcą zespołu Envision Virgin Racing.

## Wyniki

### Formuła Renault 3.5
| Legenda oznaczeń w tabelach wyników Wyświetl szablon na nowej stronie | Legenda oznaczeń w tabelach wyników Wyświetl szablon na nowej stronie                                                                     |
| Oznaczenie                                                            | Wyjaśnienie |
| --------------------------------------------------------------------- | --- |
| Złoty                                                                 | Zwycięzca lub mistrzostwo |
| Srebrny                                                               | 2. miejsce lub wicemistrzostwo |
| Brązowy                                                               | 3. miejsce lub II wicemistrzostwo |
| Zielony                                                               | Ukończył, punktował (w klasyfikacji generalnej, gdy zdobył co najmniej jeden punkt na przestrzeni sezonu, poza trzema powyższymi opcjami) |
| Niebieski                                                             | Ukończył, nie punktował (w klasyfikacji generalnej, gdy nie zdobył co najmniej jednego punktu na przestrzeni sezonu)                      |
| Czerwony                                                              | Nie zakwalifikował się (NZ) |
| Czerwony                                                              | Nie prekwalifikował się (NPK) |
| Różowy                                                                | Nie ukończył (NU) |
| Różowy                                                                | Niesklasyfikowany (NS) (w klasyfikacji generalnej, gdy nie został sklasyfikowany w żadnym wyścigu sezonu)                                 |
| Czarny                                                                | Zdyskwalifikowany (DK) |
| Czarny                                                                | Wykluczony (WYK/EX) |
| Biały                                                                 | Nie wystartował (NW) |
| Biały                                                                 | Kontuzjowany (K/INJ) |
| Biały                                                                 | Wyścig odwołany (OD/C) |
| Bez koloru                                                            | Został wycofany (WYC/WD) |
| Bez koloru                                                            | Nie przybył (NP/DNA) |
| Bez koloru                                                            | Nie brał udziału w treningach (NT/DNP) |
| Bez koloru                                                            | Nie został zgłoszony (–) |
| Pogrubienie                                                           | Start z pole position |
| Kursywa                                                               | Najszybsze okrążenie wyścigu |
| †                                                                     | Nie ukończył, ale jego rezultat został zaliczony ze względu na przejechanie więcej niż 90% dystansu wyścigu.                              |
| *                                                                     | Sezon w trakcie |
| 1/2/3                                                                 | Punktowana pozycja w sprincie kwalifikacyjnym                                                                                             |
| Lista systemów punktacji Formuły 1                                    | |

| Rok  | Zespół            | Wyniki w poszczególnych eliminacjach | Wyniki w poszczególnych eliminacjach | Wyniki w poszczególnych eliminacjach | Wyniki w poszczególnych eliminacjach | Wyniki w poszczególnych eliminacjach | Wyniki w poszczególnych eliminacjach | Wyniki w poszczególnych eliminacjach | Wyniki w poszczególnych eliminacjach | Wyniki w poszczególnych eliminacjach | Wyniki w poszczególnych eliminacjach | Wyniki w poszczególnych eliminacjach | Wyniki w poszczególnych eliminacjach | Wyniki w poszczególnych eliminacjach | Wyniki w poszczególnych eliminacjach | Wyniki w poszczególnych eliminacjach | Wyniki w poszczególnych eliminacjach | Wyniki w poszczególnych eliminacjach | Punkty | Pozycja |
| ---- | ----------------- | ------------------------------------ | ------------------------------------ | ------------------------------------ | ------------------------------------ | ------------------------------------ | ------------------------------------ | ------------------------------------ | ------------------------------------ | ------------------------------------ | ------------------------------------ | ------------------------------------ | ------------------------------------ | ------------------------------------ | ------------------------------------ | ------------------------------------ | ------------------------------------ | ------------------------------------ | ------ | ------- |
| 2012 | Fortec Motorsport | ARA                                  | ARA                                  | MON                                  | BEL                                  | BEL                                  | DEU                                  | DEU                                  | RUS                                  | RUS                                  | GBR                                  | GBR                                  | HUN                                  | HUN                                  | FRA                                  | FRA                                  | CAT                                  | CAT                                  | 189    | 1       |
| 2012 | Fortec Motorsport | 3                                    | 1                                    | NU                                   | 7                                    | 3                                    | 3                                    | 5                                    | 1                                    | 17                                   | 2                                    | 9                                    | 1                                    | 5                                    | 7                                    | 9                                    | 3                                    | 14                                   | 189    | 1       |

### GP2
| Legenda oznaczeń w tabelach wyników Wyświetl szablon na nowej stronie | Legenda oznaczeń w tabelach wyników Wyświetl szablon na nowej stronie                                                                     |
| Oznaczenie                                                            | Wyjaśnienie |
| --------------------------------------------------------------------- | --- |
| Złoty                                                                 | Zwycięzca lub mistrzostwo |
| Srebrny                                                               | 2. miejsce lub wicemistrzostwo |
| Brązowy                                                               | 3. miejsce lub II wicemistrzostwo |
| Zielony                                                               | Ukończył, punktował (w klasyfikacji generalnej, gdy zdobył co najmniej jeden punkt na przestrzeni sezonu, poza trzema powyższymi opcjami) |
| Niebieski                                                             | Ukończył, nie punktował (w klasyfikacji generalnej, gdy nie zdobył co najmniej jednego punktu na przestrzeni sezonu)                      |
| Czerwony                                                              | Nie zakwalifikował się (NZ) |
| Czerwony                                                              | Nie prekwalifikował się (NPK) |
| Różowy                                                                | Nie ukończył (NU) |
| Różowy                                                                | Niesklasyfikowany (NS) (w klasyfikacji generalnej, gdy nie został sklasyfikowany w żadnym wyścigu sezonu)                                 |
| Czarny                                                                | Zdyskwalifikowany (DK) |
| Czarny                                                                | Wykluczony (WYK/EX) |
| Biały                                                                 | Nie wystartował (NW) |
| Biały                                                                 | Kontuzjowany (K/INJ) |
| Biały                                                                 | Wyścig odwołany (OD/C) |
| Bez koloru                                                            | Został wycofany (WYC/WD) |
| Bez koloru                                                            | Nie przybył (NP/DNA) |
| Bez koloru                                                            | Nie brał udziału w treningach (NT/DNP) |
| Bez koloru                                                            | Nie został zgłoszony (–) |
| Pogrubienie                                                           | Start z pole position |
| Kursywa                                                               | Najszybsze okrążenie wyścigu |
| †                                                                     | Nie ukończył, ale jego rezultat został zaliczony ze względu na przejechanie więcej niż 90% dystansu wyścigu.                              |
| *                                                                     | Sezon w trakcie |
| 1/2/3                                                                 | Punktowana pozycja w sprincie kwalifikacyjnym                                                                                             |
| Lista systemów punktacji Formuły 1                                    | |

| Rok  | Zespół            | Wyniki w poszczególnych eliminacjach | Wyniki w poszczególnych eliminacjach | Wyniki w poszczególnych eliminacjach | Wyniki w poszczególnych eliminacjach | Wyniki w poszczególnych eliminacjach | Wyniki w poszczególnych eliminacjach | Wyniki w poszczególnych eliminacjach | Wyniki w poszczególnych eliminacjach | Wyniki w poszczególnych eliminacjach | Wyniki w poszczególnych eliminacjach | Wyniki w poszczególnych eliminacjach | Wyniki w poszczególnych eliminacjach | Wyniki w poszczególnych eliminacjach | Wyniki w poszczególnych eliminacjach | Wyniki w poszczególnych eliminacjach | Wyniki w poszczególnych eliminacjach | Wyniki w poszczególnych eliminacjach | Wyniki w poszczególnych eliminacjach | Wyniki w poszczególnych eliminacjach | Wyniki w poszczególnych eliminacjach | Wyniki w poszczególnych eliminacjach | Wyniki w poszczególnych eliminacjach | Punkty | Pozycja |
| ---- | ----------------- | ------------------------------------ | ------------------------------------ | ------------------------------------ | ------------------------------------ | ------------------------------------ | ------------------------------------ | ------------------------------------ | ------------------------------------ | ------------------------------------ | ------------------------------------ | ------------------------------------ | ------------------------------------ | ------------------------------------ | ------------------------------------ | ------------------------------------ | ------------------------------------ | ------------------------------------ | ------------------------------------ | ------------------------------------ | ------------------------------------ | ------------------------------------ | ------------------------------------ | ------ | ------- |
| 2013 | Hilmer Motorsport | MAL                                  | MAL                                  | BHR                                  | BHR                                  | ESP                                  | ESP                                  | MON                                  | MON                                  | GBR                                  | GBR                                  | DEU                                  | DEU                                  | HUN                                  | HUN                                  | BEL                                  | BEL                                  | ITA                                  | ITA                                  | SIN                                  | SIN                                  | ARE                                  | ARE                                  | 47     | 15      |
| 2013 | Hilmer Motorsport | -                                    | -                                    | 21                                   | 23                                   | 1                                    | 2                                    | NU                                   | 15                                   | 13                                   | NU                                   | 6                                    | NU                                   | -                                    | -                                    | 9                                    | NU                                   | -                                    | -                                    | -                                    | -                                    | -                                    | -                                    | 47     | 15      |

### Podsumowanie startów
| Sezon | Seria                                         | Zespół                | Wyścigi          | Zwycięstwa       | PP               | NO               | Podium           | Punkty           | Pozycja          |
| ----- | --------------------------------------------- | --------------------- | ---------------- | ---------------- | ---------------- | ---------------- | ---------------- | ---------------- | ---------------- |
| 2009  | Europejska Formuła BMW                        | Josef Kaufmann Racing | 16               | 1                | 1                | 1                | 6                | 265              | 3                |
| 2010  | Europejska Formuła BMW                        | Josef Kaufmann Racing | 16               | 6                | 3                | 3                | 13               | 383              | 1                |
| 2010  | Północnoeuropejski Puchar Formuły Renault 2.0 | Josef Kaufmann Racing | 3                | 1                | 0                | 1                | 2                | 70               | 14               |
| 2011  | Europejska Formuła Renault                    | Josef Kaufmann Racing | 12               | 5                | 1                | 0                | 9                | 223*             | 1                |
| 2011  | Północnoeuropejski Puchar Formuły Renault 2.0 | Josef Kaufmann Racing | 12               | 1                | 1                | 2                | 7                | 238              | 4                |
| 2012  | Formuła Renault 3.5                           | Fortec Motorsport     | 17               | 3                | 4                | 1                | 8                | 189              | 1                |
| 2013  | Seria GP2                                     | Hilmer Motorsport     | 12               | 1                | 0                | 0                | 2                | 47               | 15               |
| 2013  | Formuła 1                                     | Sauber F1 Team        | Kierowca testowy | Kierowca testowy | Kierowca testowy | Kierowca testowy | Kierowca testowy | Kierowca testowy | Kierowca testowy |
| 2014  | Formuła 1                                     | Caterham F1 Team      | Kierowca testowy | Kierowca testowy | Kierowca testowy | Kierowca testowy | Kierowca testowy | Kierowca testowy | Kierowca testowy |